# Panic Park
Panic Park (パニックパーク?, Panikku Pāku) è un videogioco party arcade sviluppato e pubblicato dalla Namco nel 1998, che opera attraverso la scheda madre Namco System 23.

## Caratteristiche e regole
Il cabinato di Panic Park presenta, invece dei comuni joystick, due manopole scorrevoli che hanno lo scopo di controllare e muovere, in base alla manopola scelta, i due avatar chiamati Red e Blue (rispettivamente per il primo e per il secondo giocatore). In base al numero dei giocatori, il titolo è costituito da un numero diverso di livelli, i quali sono sette per la modalità ad uno e cinque in quella a due; per entrambi c'è anche un breve livello di introduzione o pratica, consistente nei tali avatar che raccolgono correndo delle monete mentre entrano nel parco, gestito dal duo di mostriciattoli D&L.
Lo scopo principale del gioco è quello di riuscire a completarlo superando tutti i suoi livelli, in modo da poter vincere il trofeo finale. Tuttavia, sono diverse le regole nella modalità a due giocatori, dove il trofeo finale è vinto solo da colui che ha superato più livelli, ed è inoltre possibile colpire la manopola dell'avversario in modo da ostacolarlo: questo viene introdotto con la frase "Push One Another!", prima dell'inizio della sfida.

### Panic King
Trattasi di un gioco speciale esclusivo della modalità ad un giocatore, in cui vi ci si accede inserendo il gettone mentre si tiene premuto il pulsante di avvio. In Panic King è possibile giocare ad uno dei minigiochi aggiuntivi, detti anche "livelli bonus", nella loro difficoltà estrema con due uniche possibilità di riprova. Si può inoltre tentare di battere (per quel minigioco) il record stabilito in precedenza da un altro giocatore. Infine, in base ai turni mensili classificati dall'orologio in tempo reale sono sei i minigiochi scelti ed allegati, secondo questo calendario:
- Shark Panic - a gennaio e a luglio
- Buffalo Panic - a febbraio e ad agosto
- Missile Panic - a marzo e a settembre
- Jumping Panic - ad aprile e ad ottobre
- Mole Panic - a maggio e a novembre
- Fire Panic - a giugno e a dicembre

## Minigiochi
Panic Park è composto in totale da venticinque minigiochi, ognuno con un diverso limite di tempo e la cui difficoltà, durante il corso della partita, è scelta in base alle prestazioni dei giocatori (ad eccezione solo del primo livello, dove è il computer stesso a sceglierla); essa può essere facile (Easy), media (Normal) o difficile (Hard). Inoltre cinque di essi rappresentano lo "stage finale", ma solo per la modalità ad un giocatore.

### Sinossi dei minigiochi
| Nome            | Tipo                                                    | Vite | Soglia                               | Descrizione |
| --------------- | ------------------------------------------------------- | ---- | ------------------------------------ | --- |
| Balloon Panic   | Corsa al traguardo                                      | (3)  | No                                   | Bisogna raggiungerlo scalando la cima di una gigantesca piattaforma (presente anche in "Space Panic"), tramite dei palloncini, facendo attenzione durante il volo a non farle scoppiare dalle mine metalliche e dagli uccelli. |
| Bomb Panic      | Raccolta                                                | No   | (70, Easy) (100, Normal) (130, Hard) | Da un muro a percorso, si devono cercare di raccogliere quante più monete possibili ed evitare le bombe cadenti. |
| Bridge Panic    | Sopravvivenza                                           | (1)  | No                                   | Si deve cercare di saltare sulle aste legnose di un ponte facendo però attenzione a non cadere. |
| Buffalo Panic   | Sopravvivenza                                           | (1)  | No                                   | Bisogna cercare di evitare quanti più bisonti possibili. |
| Cactus Panic    | Corsa al traguardo                                      | (1)  | No                                   | Bisogna raggiungere il traguardo evitando i cactus. A differenza di altri minigiochi di questo tipo, esso è l'unico dove la telecamera si allontana dai due avatar, facendoli quindi andare all'orizzonte.                     |
| Chick Panic     | Sopravvivenza                                           | (1)  | No                                   | Simile a "Buffalo Panic", ma questa volta i bisonti sono sostituiti dai pulcini giganti. |
| Chicken Panic   | Corsa al traguardo / Raccolta                           | No   | (, Easy) (10, Normal) (12, Hard)     | Bisogna raggiungere il traguardo acchiappando le galline ed evitando pericoli come le mucche o i tori. |
| Conveyor Panic  | Corsa al traguardo / Raccolta                           | No   | (, Easy) (80, Normal) (100, Hard)    | Bisogna raggiungerlo raccogliendo le monete ed evitando le casse. |
| Electric Panic  | Corsa al traguardo                                      | (3)  | No                                   | Bisogna raggiungere il traguardo precipitando da una piattaforma ed evitando le scariche elettriche. |
| Fire Panic      | Corsa semplice                                          | No   | (9, Easy) (15, Normal) (20, Hard)    | Bisogna cercare di superare quanti più muri infuocati possibili, attraverso le varie porte. |
| Hammer Panic    | Sopravvivenza                                           | (3)  | No                                   | Si deve cercare di non farsi schiacciare da giganteschi martelli di legno. |
| Ice Panic       | Corsa al traguardo / Raccolta                           | No   | (60, Easy) (60, Normal) (60, Hard)   | Bisogna raggiungere il traguardo raccogliendo le monete ed evitando i mini laghetti e i pinguini, rispettivamente. |
| Jumping Panic   | Corsa al traguardo; Corsa semplice (solo in Panic King) | (1)  | No                                   | Bisogna raggiungere il traguardo cercando di saltare da una colonna all'altra facendo attenzione a non cadere. |
| Missile Panic   | Corsa al traguardo                                      | (1)  | No                                   | Bisogna raggiungere il traguardo cercando di mantenere in equilibrio un missile. |
| Mole Panic      | Corsa al traguardo / Raccolta                           | No   | (70, Easy) (70, Normal) (70, Hard)   | Bisogna raggiungere il traguardo raccogliendo le monete ed evitando pericoli come gli alberi, i trattori e le talpe. |
| Money Panic     | Raccolta                                                | No   | No                                   | Si deve cercare di prendere al volo nel cestino una banconota. |
| Ring Panic      | Raccolta                                                | No   | (7, Easy) (7, Normal) (7, Hard)      | Bisogna cercare di indossare quanti più anelli possibili. |
| Rocket Panic    | Corsa al traguardo                                      | (3)  | No                                   | Bisogna raggiungere il traguardo col jet pack evitando le colonne di pietra disseminate sul tragitto. |
| Shark Panic     | Corsa al traguardo; Corsa semplice (solo in Panic King) | (1)  | No                                   | Bisogna raggiungere il traguardo percorrendo un molo pieno di strettoie, senza cadere in acqua. |
| Space Panic     | Sopravvivenza                                           | (1)  | No                                   | Si deve cercare di rimanere in equilibrio sul palco di una gigantesca piattaforma oscillante, senza cadere nel vuoto. |
| Superball Panic | Raccolta                                                | No   | (, Easy) (15, Normal) (10, Hard)     | Bisogna cercare di far scoppiare quante più palle possibili. |
| UFO Panic       | Sopravvivenza                                           | (3)  | No                                   | Bisogna cercare di non farsi catturare dagli UFO. |
| Vase Panic      | Raccolta                                                | No   | (5, Easy) (7, Normal) (10, Hard)     | Dal tetto della serra, bisogna cercare di prendere al volo quanti più vasi possibili ed evitare le bombe cadenti. |
| Volcano Panic   | Corsa al traguardo / Raccolta                           | No   | (40, Easy) (40, Normal) (40, Hard)   | Bisogna raggiungere il traguardo raccogliendo le monete ed evitando le palle di fuoco. |
| Wall Panic      | Raccolta                                                | No   | (, Easy) (55, Normal) (60, Hard)     | Con il jet pack, contemporaneamente si devono raccogliere le monete e sfiorare all'ultimo momento il muro. |

## Accoglienza
In Giappone, la rivista Game Machine elencò Panic Park nel numero del 1º luglio 1998 come la terza unità arcade di maggior successo del mese.